# Терешкова, Наталья Викторовна
Ната́лья Ви́кторовна Терешко́ва (бел. Наталля Віктараўна Церашкова; род. 15 августа 1985, Жемчужный, Барановичский район, Брестская область) — российская актриса кино, театра и дубляжа.
Наиболее известна по ролям в телесериалах «Школа» и «Молодёжка».

## Биография
Наталья Терешкова родилась 15 августа 1985 года в посёлке Жемчужный Барановичского района Брестской области.
В три года переехала с семьёй в Барановичи.
Сначала училась в школе № 18, потом в школе № 7, которую окончила в 2002 году с серебряной медалью.
В 2007 году окончила Ярославский государственный театральный институт (мастерская В. Шалимова и О. Нагорничных), в который поступила после того, как не попала в Белорусскую академию искусств.
В 2008 году переехала в Москву.
В 2016 году родила дочь и переехала в Санкт-Петербург, где сейчас живёт и работает.

## Фильмография

### Роли в кино
1. 2005 — Доктор Живаго, 6-я серия
2. 2006 — Свободное плавание
3. 2009 — Одна семья
4. 2009 — Миннесота — фанатка
5. 2009 — Черчилль — Нина
6. 2009 — Первая попытка — Таня
7. 2010 — Чужой в доме
8. 2010 — Школа — Ирина Шишкова
9. 2011 — Команда восемь — Ольга
10. 2011 — Терминал — девушка Лациса
11. 2012 — Без следа — Юля Угозина, подруга Вики
12. 2012 — Склифосовский, 1 сезон
13. 2012 — Катина любовь — Рита
14. 2013—2018 — Молодёжка — Рита Новикова, девушка/жена Семёна Бакина
15. 2013 — Ещё один год — Оля
16. 2021 — Белый снег — Тамара Тихонова

### Озвучивание
1. 2012 — От винта 3D — эпизод
2. 2013 — Белка и Стрелка. Лунные приключения — эпизод
3. 2014 — Почемучка («Карусель») — Память, Вирус (6 сезон, 32-40 серии)
4. 2014 — Путешествуй с нами! («Карусель») — Настя Ласточкина (последние серии)
5. 2014 — Паровозик Тишка. Новые приключения — Тишка
6. 2017 — Джинглики — Манюня
7. 2018 — Царевны — Дарья (Царевна Несмеяна)
8. 2020 — Огонёк-Огниво (мультфильм) — Огонёк[3]

### Дубляж

#### Фильмы
1. 2013 — Телекинез[2] — Кэрри Уайт (Хлоя Морец)
2. 2015 — Форсаж 7[2] — Рамзи (Натали Эммануэль)
3. 2015 — Терминатор: Генезис[4] — Сара Коннор (Эмилия Кларк)

#### Мультсериалы
1. 2012 — Гравити Фолз — Мэйбл Пайнс[5]
2. 2014 — Легенда о Корре[6] — Корра, Мило (3-4 книги)

## Награды и номинации
- Номинация на телевизионную премию «Золотой носорог» в категории «Теленовелла (больше 32 серий)» за лучшую женскую роль в телесериале «Школа»[7].